# Heron Carvic
Heron Carvic fue un actor de televisión y escritor británico. En 1968 prestó su voz para doblar al personaje de Gandalf en la adaptación radiofónica de la novela El hobbit, realizada por la BBC Radio 4. Falleció el 9 de febrero de 1980.

## Filmografía
- Doctor Who (serial The Keys of Marinus, 1964)
- Stranger in the City (1962)
- Our House (un episodio, 1961)
- Rob Roy (2 episodios, 1961)
- Los vengadores (un episodio, 1961)
- Police Surgeon (un episodio, 1960)
- The Honey Siege (un episodio, 1959)
- A Tale of Two Cities (2 episodios, 1957)
- BBC Sunday-Night Theatre (2 episodios, 1951)

## Obras
- Picture Miss Seeton (1968)
- Miss Seeton Draws the Line (1969)
- Miss Seeton, Bewitched (1971)
- Miss Seeton Sings (1973)
- Odds on Miss Seeton (1975)